# Kościół Wszystkich Świętych w Wittenberdze
Kościół Wszystkich Świętych w Wittenberdze, kościół zamkowy (niem. Schlosskirche) – późnogotycki kościół stanowiący obecnie najważniejszą część kompleksu zamkowego w Wittenberdze (Saksonia-Anhalt, Niemcy).

## Historia
Zbudowany w stylu gotyckim w latach 1490–1511 na zlecenie władcy Saksonii - Fryderyka Mądrego. Pracami kierował Conrad Pflüger. Ponadto przy pracach nad wystrojem zamku i kościoła działali tacy artyści jak rzeźbiarz Tilman Riemenschneider, malarze Jacopo de’ Barbari oraz Albrecht Dürer. Przebywający w Wittenberdze od 1508 r. Marcin Luter, 31 października 1517 do drewnianych drzwi przybił 95 tez (tak głosi legenda), wzywając do dysputy o kryzysie w Kościele katolickim. Świątynię gruntownie przebudowywano w XVIII i odbudowano w XIX wieku w duchu neogotyckim ze zniszczeń wojny siedmioletniej. Pracami renowacyjnymi kierował architekt Friedrich Adler.

## Architektura kościoła

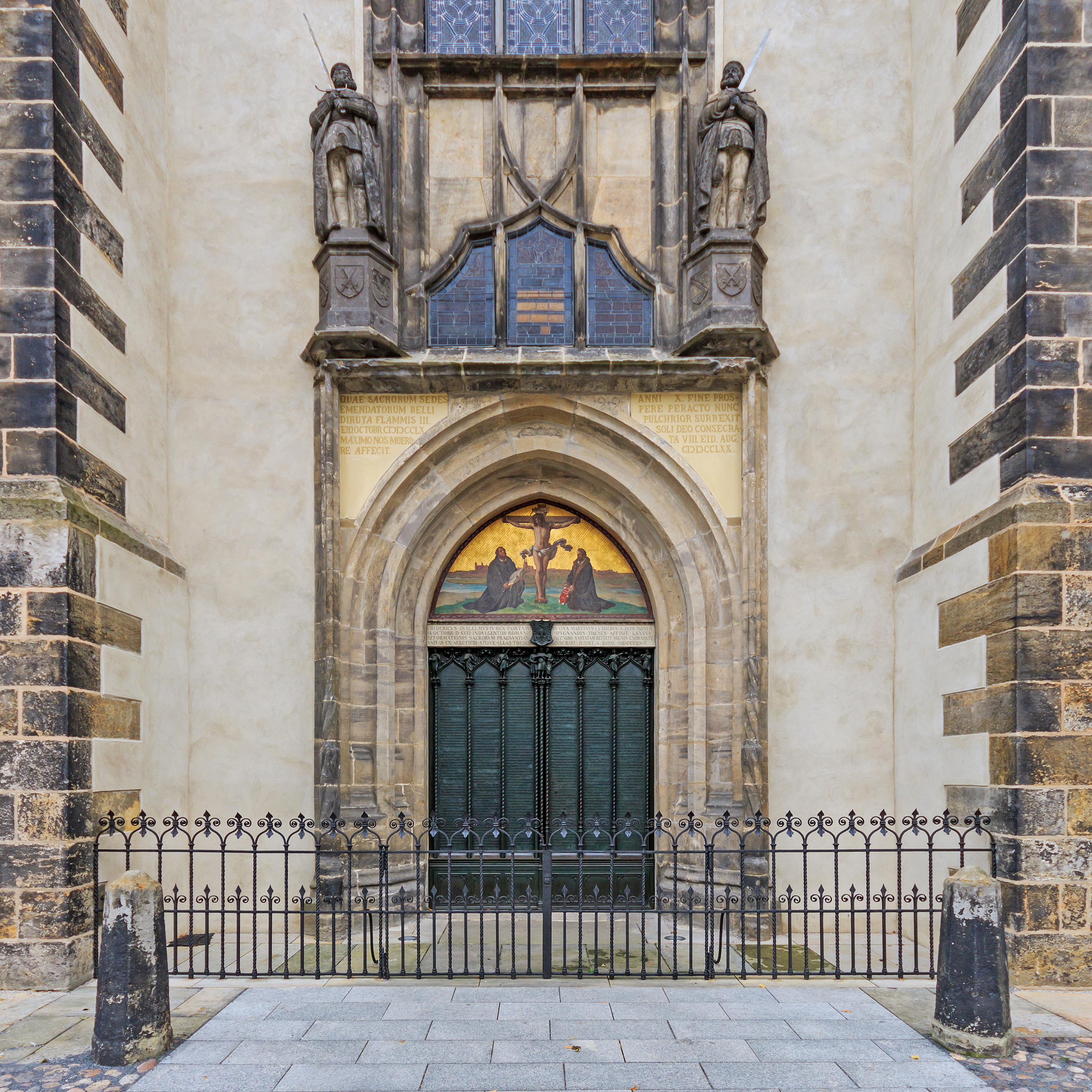
Portal z drzwiami upamiętniającymi przybicie przez Marcina Lutra 95 tez

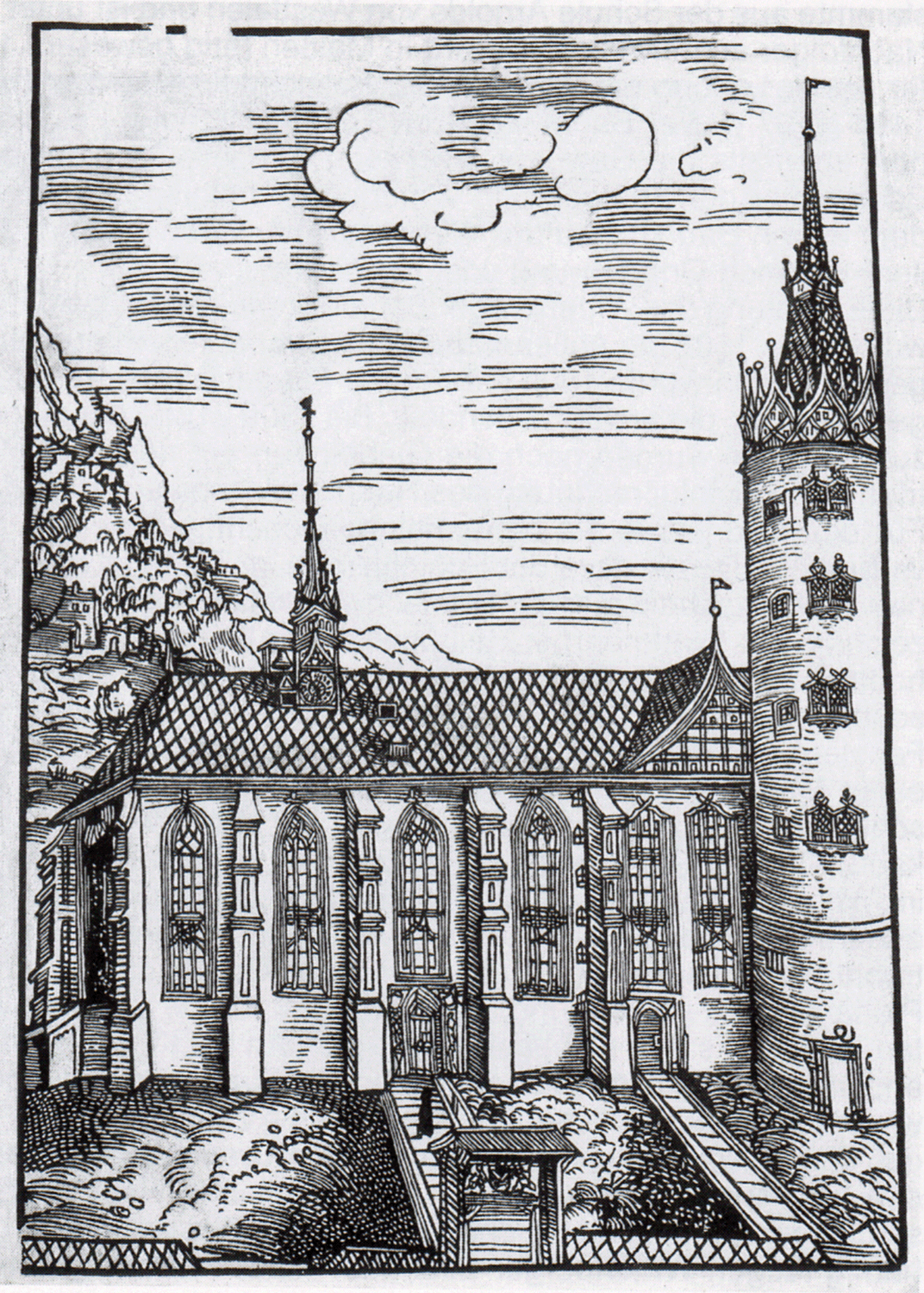
Kościół zamkowy – rycina Lucasa Cranacha Starszego

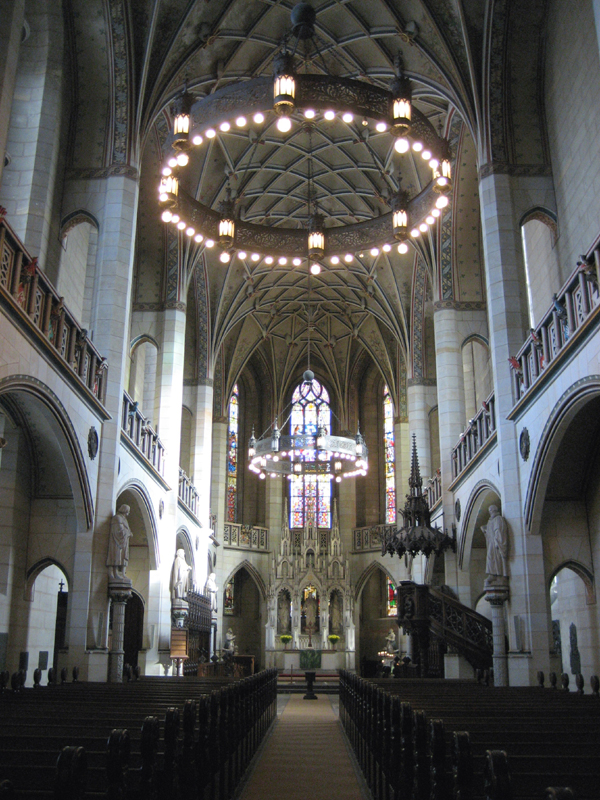
Wnętrze kościoła, widok w kierunku wschodnim

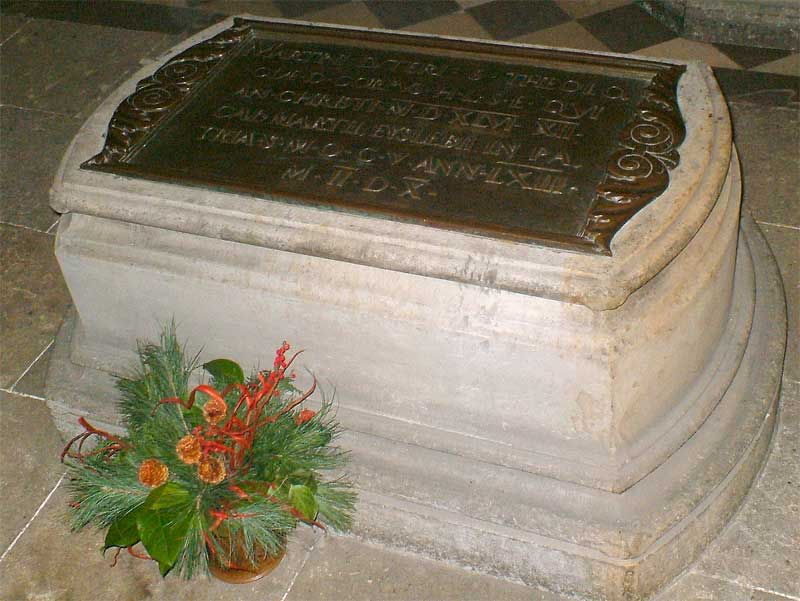
Grób Lutra

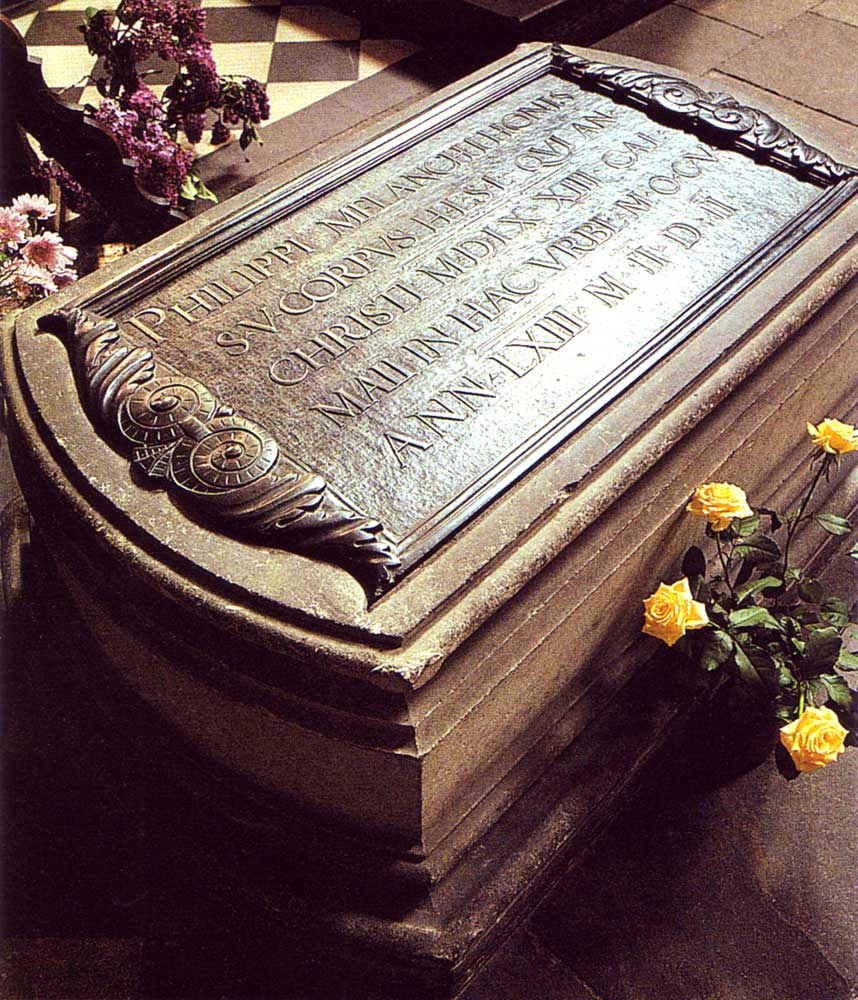
Grób Melanchtona

W obecnym kształcie kościół jest neogotycki, w formie trójnawowej pseudohali, z zintegrowanym z częścią nawową długim zamkniętym poligonalnie prezbiterium z obejściem. Nawy boczne, jak i obejście są bardzo wąskie, podzielone na dwie kondygnacje – dolną i górną, którą tworzą empory – jeden z najważniejszych elementów w strukturze kościoła protestanckiego. Wnętrze jest nakryte sklepieniem sieciowym wspartym na ośmiobocznych filarach międzynawowych. Światło wpada przez wielkie ostrołukowe okna z dekoracją maswerkową. Wzniesiony z kamienia kościół ma na zewnątrz elewacje oszkarpowane. Ściany wieńczy gzyms, powyżej którego znajduje się dach z ceramiczną dekoracją ornamentalną, zwieńczony wieżyczką na sygnaturkę. Od strony północno-zachodniej wznosi się wysoka 88-metrowa wieża, wzniesiona na planie okrągłym. Gładkie ściany dolnych kondygnacji kontrastują z bogato dekorowaną formami gotyckimi galerią widokową nakrytą kopułą z latarnią, którą wieńczy hełm w formie iglicy. Poniżej galerii widokowej widoczna jest inskrypcja Ein feste Burg ist unser Gott. Jest to początek napisanej przez Lutra pieśni Warownym grodem jest nasz Bóg, która stała się hymnem reformacji.

## Północny portal
Od strony północnej znajduje się wejście, gdzie na dawnych drewnianych drzwiach Marcin Luter miał przybić swoje 95 tez. Bezpośrednią przyczyną akcji Lutra była sprawa płatnych odpustów w celu budowy nowej bazyliki w Watykanie. Zamierzeniem Lutra było wezwanie do publicznej dysputy religijnej na temat istoty i skuteczności odpustów. W rzeczywistości zawarta została w nich myśl reformacji kościoła katolickiego. Obecne drzwi są brązowe z XIX wieku. Powyżej nich znajduje się portal z tympanonem, na którym widnieje malowane przedstawienie Ukrzyżowania, adorowanego przez Lutra i Melanchtona na tle rzeki Łaby i panoramy Wittenbergi.

## Wystrój wnętrza
Wystrój w większości neogotycki (m.in. ołtarz główny i ambona). Wewnątrz m.in. portret Lutra, pędzla Lucasa Cranacha Młodszego, brązowa chrzcielnica wykonana przez P. Vischera z Norymbergi, późnogotyckie nagrobki Jana Stałego i Fryderyka Mądrego. W oknach ścian bocznych XX-wieczne witraże, przedstawiające herby miast, które pierwsze przyjęły luteranizm. Wśród nich znajdują się herby m.in. Gdańska, Wrocławia, Poznania i Gorzowa Wielkopolskiego.
W kościele są pochowani Marcin Luter i Filip Melanchton, co upamiętniają nagrobki znajdujące się w nawie głównej.

## Linki zewnętrzne

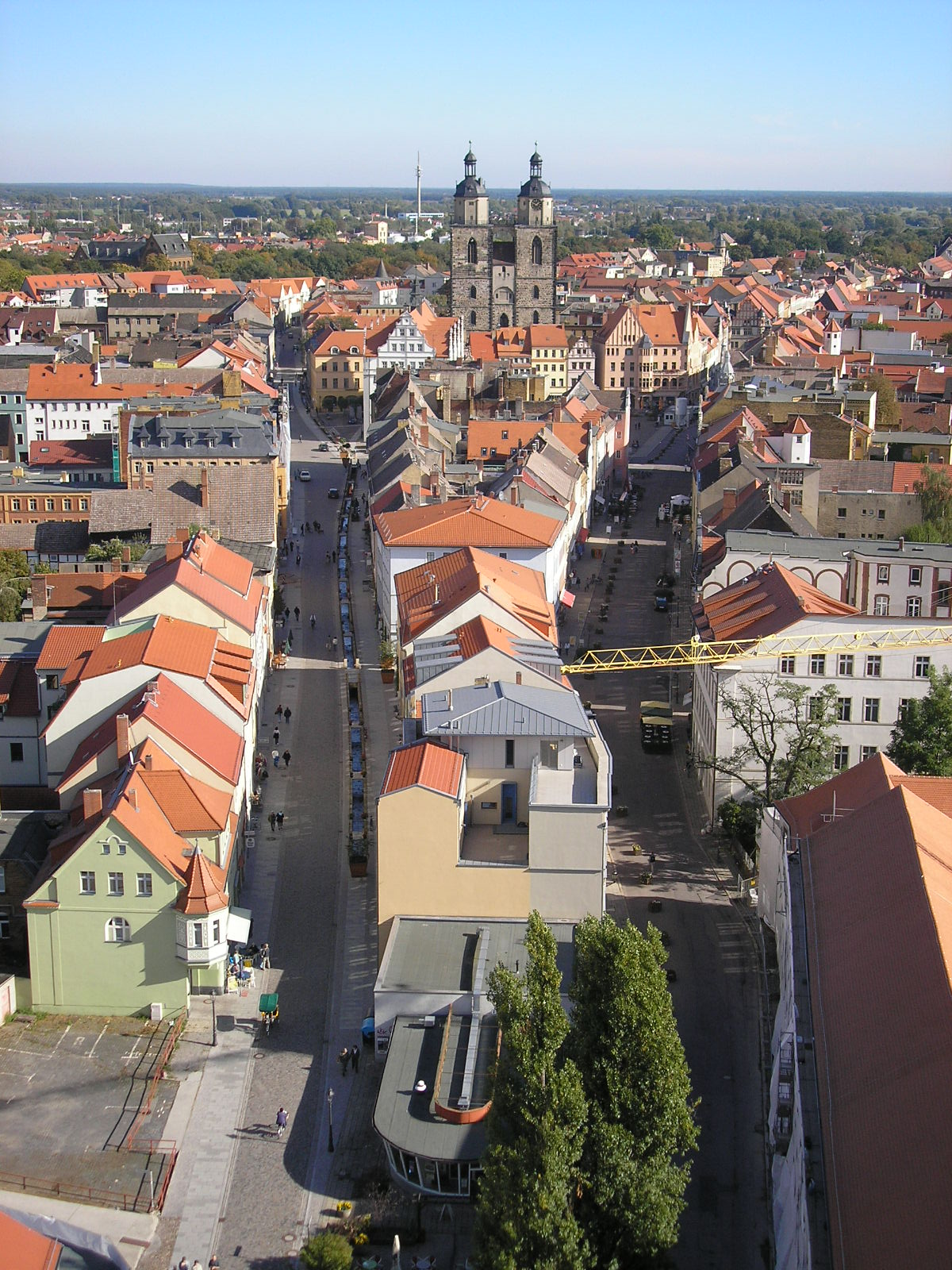
Widok z wieży kościoła zamkowego na Wittenbergę. Widoczne wieże kościoła NMP